# Kopanong
Kopanong es un municipio local sudafricano situado en el distrito de Xhariep, en la provincia de Estado Libre.

## Superficie
Kopanong tiene una superficie de 15 648 km².

## Demografía
En 2022, tenía 51 832 habitantes, una densidad poblacional de 3,31 hab./km², y 14 578 viviendas.